# David Fiuczynski

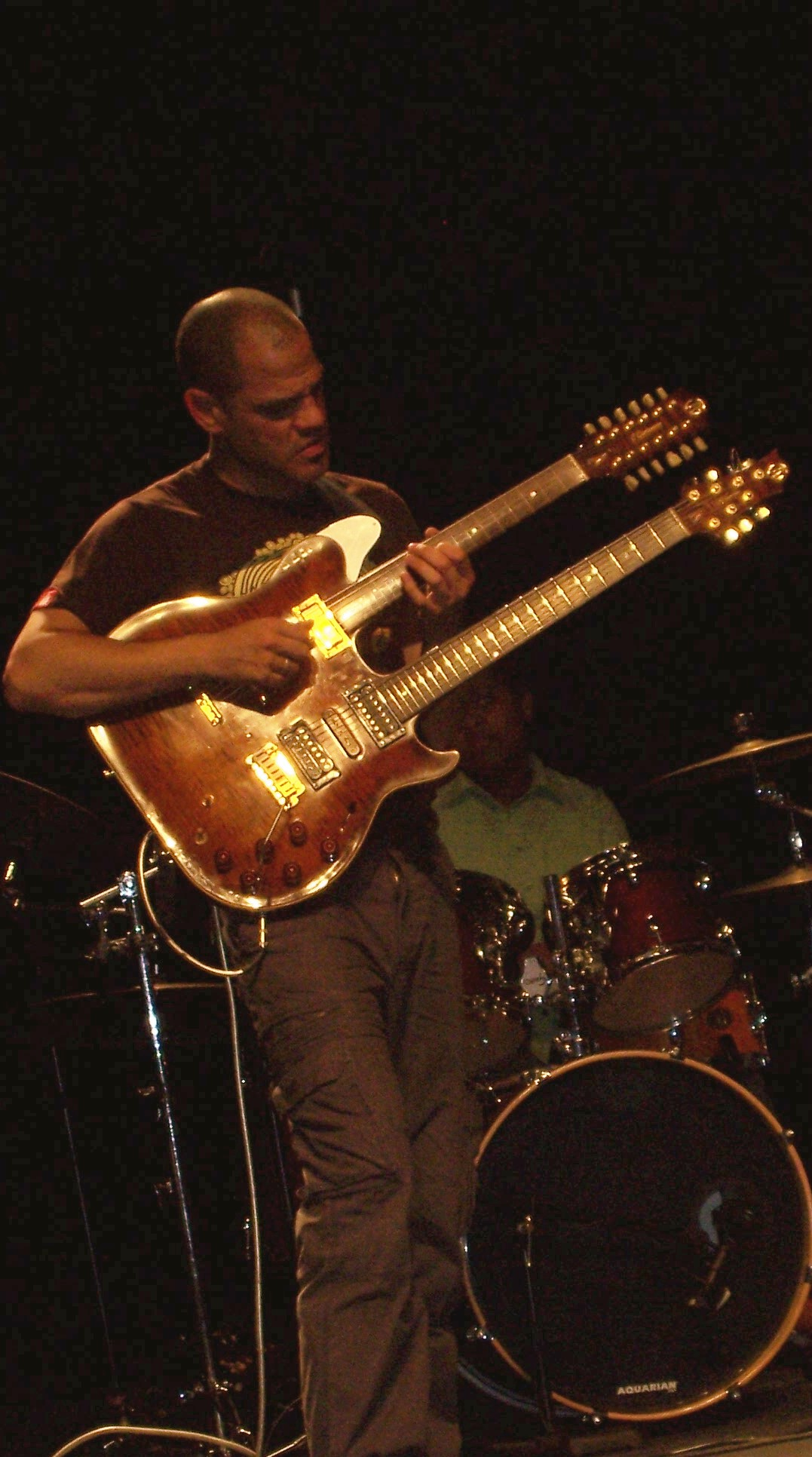
David Fiuczynski im Jahr 2006

David „Fuze“ Fiuczynski (* 5. März 1964 in Newark, New Jersey) ist ein US-amerikanischer Jazz-Fusion-Gitarrist und Musikwissenschaftler, dessen Musik häufig Einflüsse verschiedener Genres und Kulturen miteinander vermischt. Neben seiner Tätigkeit als Studio- und Livegitarrist für verschiedene Künstler ist er auch solo und als Mitglied verschiedener Bands, wie beispielsweise der Screaming Headless Torsos und Hasidic New Wave, bekannt geworden. Außerdem ist er seit den 1990er Jahren als Dozent für Gitarrenspiel am Berklee College of Music in Boston tätig. Schwerpunkte seiner Lehr- und Forschungstätigkeit sind u. a. musikalische Improvisations- und Kreativitätstechniken, die mikrotonale Musik und das Spiel mit der bundlosen Gitarre.
Fiuczynskis Stil des Gitarrenspiels wird durch die Verwendung von Doppelhalsgitarren geprägt, die meist mit einem herkömmlichen und mit einem bundlosen sechs- oder zwölfsaitigen Hals ausgestattet sind. Letzteren nutzt er häufig zum Spiel von Vierteltönen und anderen Mikrointervallen. Außerdem experimentiert er mit pentatonischen Tonleitern und Tonsystemen und studiert dazu u. a. arabische, iranische, indische, afrikanische und osteuropäische Musik. Als wichtige Impulsgeber für sein Gitarrenspiel nennt er u. a. Jimi Hendrix, James Blood Ulmer und Sonny Sharrock.

## Biographie

### Kindheit und Jugend
David Fiuczynski, 1964 in Newark, New Jersey, als Sohn eines deutschen Vaters und einer afroamerikanischen Mutter geboren, wuchs zunächst im benachbarten Somerset auf, verbrachte dann aber den größten Teil seiner Jugend, vom achten bis zum neunzehnten Lebensjahr, in Neuss und später in Mönchengladbach. Fiuczynski, der in seiner Musik häufig versucht, musikalische Stilgrenzen zu überwinden, führt dies zum Teil auf die unterschiedlichen Einflüsse in seiner Jugend zurück, wo er neben der amerikanischen Kultur auch die deutsche Malerei und Musik, so z. B. Nina Hagen, Kraftwerk und die Neue Deutsche Welle, kennenlernte. Weitere wichtige Einflüsse seien die Plattensammlungen seiner Eltern gewesen; neben den Klassik-Schallplatten seines Vaters hätten ihn vor allem die Jazzplatten seiner Mutter beeinflusst. Nachdem Fiuczynski im Alter von sieben Jahren mit dem Klavierspiel begonnen hatte, wechselte er einige Jahre später zur E-Gitarre und nahm Unterricht beim Düsseldorfer Markus Wienstroer. Zu dieser Zeit interessierte Fiuczynski sich vor allem für das Gitarrenspiel von John McLaughlin und Allan Holdsworth, jedoch auch für Punk-Rock und Bands wie Van Halen.

### 1983–1997
1983 kehrte er in die USA zurück, um ein Studium am Hampshire College in Amherst, Massachusetts, aufzunehmen. Nachdem er in den ersten drei Semestern ausschließlich Musikkurse belegt hatte, entschloss er sich, zu einem Musikstudium ans renommierte New England Conservatory of Music in Boston zu wechseln, wo er von Mick Goodrick und George Russell unterrichtet wurde und sein Studium 1989 mit einem Bachelor-Grad abschloss (im Jahr 2008 holte er seinen Master-Abschluss nach). Er tourte auch mit Russells Band und arbeitete zu dieser Zeit außerdem mit Bernie Worrell, Bob Moses, Muhal Richard Abrams und Ronald Shannon Jacksons Decoding Society.
Im selben Jahr zog es ihn nach New York City, wo er die experimentelle Fusion-Rock-Band Screaming Headless Torsos gründete. Parallel beschäftigte er sich zu dieser Zeit mit der Musik Indiens und verfolgte noch verschiedene andere Projekte. Im Jahr 1992 reiste er nach Marrakesch und spielte dort mit einheimischen Berber-Musikgruppen, die er auch zur Weltausstellung 1992 in Sevilla begleitete. 1993 wirkte er als Gitarrist auf Meshell Ndegeocellos erstem Soloalbum Plantation Lullabies mit. Mit seinem ehemaligen Kommilitonen, dem Keyboarder John Medeski, der zu dieser Zeit schon mit dem Jazz-Trio Medeski, Martin & Wood bekannt geworden war, nahm Fiuczynski 1994 seine erste, von Kritikern geschätzte Platte Lunar Crush auf. Die zehn Eigenkompositionen des von Jim Payne produzierten Albums sind durch eine musikalische Mischung aus Funk, Hip-Hop, Jazz und Rock geprägt Beteiligt waren auch Fima Ephron (Bass) und Jojo Mayer (Schlagzeug), also damalige Mitglieder bzw. – mit Gene Lake (ebenfalls Schlagzeug) – ein zukünftiges Mitglied der Screaming Headless Torsos.
Im folgenden Jahr spielte Fiuczynski mit Reggie Washington, Marlon Browden und dem Saxophonisten Avram Fefer im Free-Funk-Ensemble The Tone Poets. Außerdem führte Fiuczynski seinen musikalischen Crossover-Ansatz fort und begründete weitere Projekte wie Black Cherry Acid Lab und KiF, mit denen er später Platten veröffentlichte. Die Musik auf Screaming Headless Torsos – dem Debütalbum seiner gleichnamigen Band – aus demselben Jahr erinnerte David R. Adler vom All Music Guide teilweise an eine „wütendere Version von Living Colour, mit unendlich mehr Funk“. Etwa zur selben Zeit kam er in Kontakt mit Frank London und Greg Wall, die ihn für ihre Avantgarde-Jazz-Gruppe Hasidic New Wave gewannen, mit der er zwischen 1997 und 2001 fünf Alben aufnahm. Die Band gehörte zur Szene um John Zorn und die New Yorker Knitting Factory.
David Fiuczynski engagierte sich, vor allem in den 1990er Jahren, in der Black Rock Coalition, einer Non-Profit-Organisation zur Förderung schwarzer Rockmusiker, die 1985 von Living-Colour-Mitglied Vernon Reid, dem Musikjournalisten Greg Tate und dem Musikproduzenten Konda Mason gegründet wurde.

### 1998 bis heute

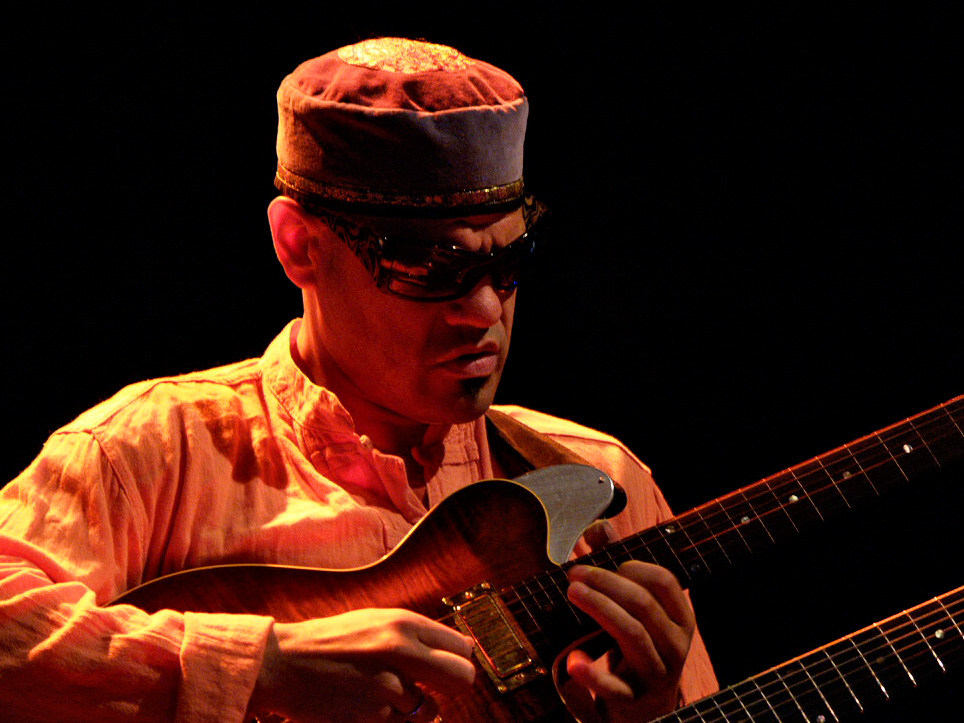
David Fiuczynski beim Moers Festival am 28. Mai 2007

Im Oktober 1998 wurde Fiuczynski für sein musikalisches Wirken für einen CalArts/Alpert Genius Award in the Arts nominiert.
Im selben Jahr gründete er, aus Unzufriedenheit mit der Veröffentlichungspolitik seiner bisherigen Plattenfirmen, sein eigenes Plattenlabel FuzeLicious Morsels, unter dem er seitdem seine eigenen Werke veröffentlicht. Schließlich kaufte er sogar die Rechte an den ersten beiden Platten der Screaming Headless Torsos zurück, um diese auf seinem Label wiederzuveröffentlichen. Beim Betrieb des Labels wurde er von seiner Frau, der Jazzsängerin Lian Amber, unterstützt.
Auf seinem Solo-Album JazzPunk aus dem Jahr 2000 interpretierte Fiuczynski – unter Mitwirkung von Billy Hart, Santi Debriano, des E-Cellisten Rufus Cappadocia und der Torsos-Mitglieder Gene Lake und Daniel Sadownick – u. a. Stücke von Chopin, Jimi Hendrix, Chick Corea, John Philip Sousa und Duke Ellington.
Auf seinen Alben KiF und KiF Express (2003 bzw. 2008) kombinierte er, nun überwiegend in Eigenkompositionen, Rock- und Funkmusik mit Elementen des Klezmer, der nordafrikanischen Musik und der Musik des mittleren und fernen Ostens. Auf KiF wirkten erneut Lake, Sadownick und Cappadocia mit. Letzterer, der sonst in Matt Darriaus Paradox Trio spielt, beteiligte sich an mehreren Kompositionen des Albums. Als Gastmusiker wirkten Fiuczynskis Frau Lian Amber, die auch als Produzentin fungierte, und Matt Darriau mit. Im Gegenzug sprang Fiuczynski bei Livekonzerten mehrfach für den Gitarristen des Paradox Trios, Brad Shepik, ein.
Fiuczynski absolvierte Auftritte bei verschiedenen Jazzfestivals (Montreux, Newport, North Sea Jazz Festival, Montréal u. a.) und tourte mehrmals durch Europa, Nord- und Südamerika, Japan und Südafrika; teilweise mit seinen eigenen Projekten, jedoch auch mit Künstlern wie Stewart Copeland, Cuong Vu, Victor Bailey und der Jazzpianistin Hiromi Uehara (u. a.  Glastonbury 2007). Im Jahr 2011 tourt er u. a. mit Jack DeJohnette und Rudresh Mahanthappa. Am 8. April 2011 wurde er mit einem Guggenheim-Stipendium für seine Verdienste im Bereich der Musikkomposition ausgezeichnet.

## Diskographie (Auswahl)
David Fiuczynski hat als Gitarrist auf annähernd 100 Platten bedeutender Künstler mitgewirkt, z. B. bei Muhal Richard Abrams, Freak Power, Scritti Politti, Cindy Blackman, Charles & Eddie, Franz Koglmann, Ronald Shannon Jackson, Steve Coleman, Jazz Passengers, Jack Walrath, Frank London, Billy Hart, Don Pullen, Gongzilla, Bernie Worrell, bei seiner Berklee-Kollegin Terri Lyne Carrington, auf dem Soundtrack von Batman & Robin und auf den ersten beiden, grammynominierten Alben von Meshell Ndegeocello.
unter eigenem Namen
- David Fiuczynski & John Medeski Lunar Crush (Gramavision 1994)
- Jazzpunk (Fuzelicious Morsels 2000)
- Amandala (Fuzelicious Morsels 2001)
- Black Cherry Acid Lab (Fuzelicious Morsels 2002, Aufnahmen des gleichnamigen Bandprojekts (u. a. mit Ahmed Best und Mark Shim) aus den Jahren 1996–98)
- Kif (Fuzelicious Morsels 2003)
- Boston T Party (2006), zusammen mit Dennis Chambers, Jeff Berlin und T Lavitz
- Kif Express (Fuzelicious Morsels 2008)
- David Fiuczynksi's Planet Microjam (RareNoiseRecords 2012)
- Flam!Blam! Pan-Asian MicroJam! - Hommage à J Dilla et Olivier Messiaen (RareNoise 2016)
- Philipp Gerschlauer & David Fiuczynski Mikrojazz! (RareNoise Records, 2017, mit Jack DeJohnette, Matt Garrison, Giorgi Mikadze)

Mit den Screaming Headless Torsos
- Screaming Headless Torsos (1995, Warner/Discovery; 2002 als 1995 wiederveröffentlicht)
- Live!! (1996 VideoArtsMusic, 2001 wiederveröffentlicht)
- Amandala (2001), reine Instrumentalplatte (als David Fiuczynki's Headless Torsos)
- 2005 (2005,  FuzeLicious Morsels)
- Choice Cuts (2006,  FuzeLicious Morsels)

Mit Hasidic New Wave
- Jews and the Abstract Truth (1997, Knitting Factory Works 192)
- Psycho-Semitic (1998, Knitting Factory Records 203)
- Live in Krakow (1998, Not Two Records), aufgenommen auf dem Jüdischen Kulturfestival in Krakau 1998
- Kabalogy (1999, Knitting Factory Records/JAM 239)
- From the Belly of Abraham (2001, Knitting Factory Records 294), in Kooperation mit Alioune Faye und der senegalesischen Perkussionsgruppe Yakar Rhythms